# Карпенко Віталій Юрійович
Віталій Юрійович Карпе́нко (нар. 28 вересня 1937, Сучан) — український театральний актор і театральний режисер. Заслужений діяч мистецтв УРСР з 1986 року.

## Біографія
Народився 28 вересня 1937 року у місті Сучані (тепер місто Партизанськ Приморського краю Росії). У 1958 році закінчив акторський, а в 1964 році — режисерський факультет Київського театрального інституту.
Впродовж 1958–1960 років працював у Житомирському, в 1964–1976 роках — у Миколаївському, в 1976–1980 роках — у Хмельницькому українських музично-драматичних театрах. У 1980–1987 рр. — головний режисер, в 1987—2000 роках — режисер-постановник Херсонського музично-драматичного театру імені Миколи Куліша.

## Творчість
поставив вистави
- «Захар Беркут» за одноїменною повістю Івана Франка (1970, власна інсценізація);
- «За двома зайцями» Михайла Старицького (1972, роль Голохвостого);
- «Вірність» Миколи Зарудного (1981);
- «Весілля в Малинівці» Леоніда Юхвіда (1981);
- «Сторінка щоденника» Олександра Корнійчука (1985);
- «Доктор філософії» Бранислава Нушича (1986, роль Животи);
- «Конотопська відьма» Ігора Поклада (1987);
- «Кошмарні сновидіння Херсонської губернії» за творами Миколи Куліша (1989);
- «Турецька шаль» Віталія Філіпенка (1989);
- «Про Федора-стрільця…» Леоніда Філатова (1990);
- «Закон вічності» Нодара Думбадзе (1990);
- «Жага» Людмили Старицької-Черняхівської (1995).

зіграв ролі
- Лачі («Циган-прем'єр» Імре Кальмана);
- Заспівувач, Жебрак («Есмеральда» Вадима Ільїна);
- Кобзар («Засватана — не вінчана» Ігора Поклада);
- Генерал, Камергер, Грознов («Інтерблоха» Володимира Дмитрієва).